# Battaglia di Craonne
La battaglia di Craonne ebbe luogo il 7 marzo 1814, e terminò con una vittoria dell'esercito francese comandato da Napoleone Bonaparte contro gli eserciti russo e prussiano agli ordini del generale Blücher.
Essendosi Blücher ripreso dalle precedenti sconfitte più rapidamente di quanto Napoleone avesse sperato, l'Imperatore fu costretto a dirigere il proprio attacco, inizialmente rivolto contro
Schwarzenberg, contro il comandante prussiano.
Muovendosi rapidamente, i francesi erano riusciti a respingere gli Alleati sull'altra riva dell'Aisne; mentre Blücher si preparava all'attacco con gli 85 000 uomini a sua disposizione, Napoleone sferrò l'assalto con i suoi 37 000 soldati.
Il piano di Napoleone era quello di immobilizzare l'avversario, lanciando poi un corpo pesantemente armato condotto dal maresciallo Ney in un attacco ai fianchi della cavalleria nemica.
Sfortunatamente per i francesi la manovra mancò di coordinazione, il distaccamento di Ney subì pesanti perdite, e gli Alleati riuscirono a trarsi da una situazione svantaggiosa.
Nondimeno la battaglia si risolse in una vittoria francese, grazie soprattutto all'azione di un corpo di cavalleria della Guardia imperiale creato su ordine personale di Napoleone: gli Éclaireurs. Condotto dal generale La Ferriere-Lévéque, poi dal colonnello
Claude Testot-Ferry, il 1º Reggimento Éclaireurs de la Garde impériale arrivò a catturare le batterie prussiane situate su un altopiano dominante il campo di battaglia, e permise la vittoria francese. In seguito a tale fatto d'armi, il colonnello Testot-Ferry fu creato barone la sera stessa dall'Imperatore.
I giovani coscritti francesi furono chiamati "Marie-Louise" (dal nome della seconda moglie di Napoleone) perché ancora imberbi.